# Estonská LGBT asociace
Estonská LGBT asociace (estonsky: Eesti LGBT Ühing) je oficiálním reprezentantem LGBT Estonců. Cílí zejména na šíření obecného povědomí o LGBT komunitě, sexuální osvětu a podporu LGBT práv.

## Vzdělávání
Estonská LGBT asociace školí pedagogy a sociální pracovníky v tématech postavení a situace LGBT lidí v Estonsku a práce s lidmi, kteří se setkali s homofobní šikanou.

## LGBT práva
Estonská LGBT asociace nabízí taktéž podporu a přijetí jednotlivcům, kteří se snaží o zlepšování LGBT práv v zemi.
Prezidentka Estonské LGBT asociace Helen Talalaev usiluje o manželství pro všechny s tím, že homosexuální páry existovaly, existují a i nadále existovat budou, a že by jim tento zákon poskytnul nejkvalitnější právní ochranu.